# Kobato.
Kobato. (яп. こばと) — манґа, випущена групою CLAMP починаючи з січня 2005. Перші сім розділів публікувались в журналі Monthly Sunday Gene-X під назвою Kobato («Temporary»), однак наприкінці 2005 вона перестала друкуватись видавництвом Shogakukan. І лише в листопаді 2006 у японському виданні журналу Newtype було перезапущено видання даної манґи, яка сюжетно повертається в більш ранній час, ніж оповідалась до того. Стиль малюнка збережений. А після початку видання 3-го тому, сюжет якого розгортаються після подій, описаних в «Kobato („Temporary“)», хронологія подій відновилась. У 2009 році також з'явилась аніме-адаптація манґи.

## Сюжет
Кобато Ханато — мила й жвава дівчинка, однак надзвичайно наївна по відношенню до світу, що її оточує. В неї є «місія» — наповнити таємничу пляшечку стражданнями сердець людей, яких Кобато має зцілити. Виконавши це завдання Кобато зможе повернутися у бажане місце. Разом зі своїм супутником Іорьоґі, який виглядає як іграшковий пес, дівчина намагається допомогти людям, яких зустрічає, потрапляючи у різноманітні цікаві ситуації.

## Персонажі
Кобато Ханато (яп. 花戸 小鳩) — дивна й наївна дівчинка з добрим серцем і невинним відкритим характером. Вона має наповнити загадкову чарівну пляшечку стражданнями сердець людей, яких Кобато має зцілити. Лише виконавши цю місію Кобато зможе повернутись у місце, до якого Овна прагне. Однак за умови, що вона не закохається у хлопця, чиє серце вона зцілить. Кобато живе й подорожує зі свої супутником Іорьоґі, який і слідкує за виконанням покладеного на дівчину завдання. Кобато ніколи не знімає свого капелюшка.
Іорьоґі (яп. いおりょぎ) — супутник Кобато. У світі людей мусить виглядати як іграшковий пес. Має дуже злий і норовливий характер, постійно сварить Кобато за її наївність та необачні вчинки. Виставляє оцінки за виконану роботу. Полюбляє пиво. Його загадковим знайомим є Ґінсей, з яким Іорьоґі часто свариться, однак не може перемогти через свій жалюгідний вигляд.
Кійоказу Фуджімото (яп. 藤本 清和) — прямолінійний молодий чоловік, що працює в тому ж дитячому саду, що Кобато. Спочатку, він надто підозрілий щодо дивної поведінки Кобато, але згодом звикає. Піклується про Саяку, не хоче, щоб їй було погано. Він загалом нехтує людьми, які йому не подобаються, тому виглядає, що він прихильний до Кобато. Окрім дитячого садку він підробляє в інших місцях.
Саяка Окіура (яп. 沖浦 清花) — вихователька в дитячому садку Йомоґі. Має добрий і привітний характер, однак приховує свій душевний біль. Знає Фуджімото ще з дитинства. Вона знаходиться в боргах, через що їй погрожують рекетири, яких, можливо, очолює її колишній чоловік.
Чітосе Міхара (яп. 三原 千歳) — добра і щедра власниця будинку, в якому проживає Кобато і колишня однокласниця Саяки. Вона одружена і має дочок-близнят — Чіхо і Чісе. Кійоказу також проживає в будинку, що належить Чітосе.
Чіхо Міхара (яп. 三原 千帆) і Чісе Міхара (яп. 三原 千世) — сестри-близнята, дочки Чітосе Міхари. Веселі і жваві дівчата, що живуть з батьком і матір'ю.
Як і їх мати Чітосе, вони подібні до інших персонажів — Фрейї та Ельди (Чії) з манґи «Чьобіти»
Окіура (яп. 沖浦) — збирач боргів, що працює на якудзу. Постійно телефонує до дитсадка Йомоґі з вимогою повернути борги і надсилає своїх поплічників з погрозами до садку. Ім'я його поки не відоме, а прізвище випливає з того, що він колишній чоловік Саяки Окіури.
Ґінсей (яп. ギンセイ) — таємнича істота, схожа на дрібного хижого звіра з довгими вухами. Носить на правому оці пов'язку. Як і в ситуації з Іорьоґі, це не його справжня подоба, хоча він в такій формі набагато сильніший від легкої іграшки-песика. Він не високої думки про Кобато і про відносини її з Іорьоґі з Кобато.
Хіроясу Уеда (яп. 植田 弘康) — пекар і власник пекарні «Тіроль», яку утримує разом зі своєю помічницею Юмі Омурою. Кобато на Різдво працювала у його магазині і Хіроясу дає їй окрім платні і безкоштовний шоколад до дня Св. Валентина
У манзі «Кобато» з'являються багато персонажів, які вже фігурували в інших манґах CLAMP — Чітосе та її доньки (Chobits), Місакі та Рінґо (Angelic Layer), Каккей (Lawful Drug), Хіната й Асо (Suki dakara Suki), бабуся-передвісниця (×××HOLiC) і т. ін.
Кобато та Іорьоґі з'являються у 2-му розділі манґи Clamp in Wonderland, кліпі «CLAMP in Wonderland 2» та в односторінковій манзі в буклеті, що додавався до диску з кліпом.
Студія Madhouse офіційно заявила про зйомки 26-серійного аніме-серіалу за сюжетом манґи «Кобато», прем'єрний показ якого намічається на осінь 2009 року.

## Медіа

### Манґа
| - Ch. 1: The First Test - Ch. 2: The Secrets of Nabe?! - Ch. 3: Kobato's Christmas - Ch. 4: A Wonderful Otoshidama - Ch. 5: Chocolate and Valentines | - Ch. 6: What Does Ohanami Mean? - Ch. 7: Kobato on a Rainy Day - Ch. 8: Ioryogi-san and Mister Beer - Ch. 9: The Test Results are In?! - Ch. 10: Please Let Me Heal You! |

| - Ch. 11: The Unhealed Heart - Ch. 12: A Single Precious Fragment - Ch. 13: Women's Intuition - Ch. 14: Let's Have a Bazaar | - Ch. 15: Anything That I Can Do - Ch. 16: Laughing, Crying - Ch. 17: A New Decision |

| - Ch. 18: "Loan Shark-san - Ch. 19: Kobato's Decision - Ch. 20: Words of Healing - Ch. 21: Unseen Feelings - Ch. 22: The Bear's Baumkuchen Shop | - Ch. 23: Ginsei vs. Ioryogi - Ch. 24: Ioryogi-san in a Bind?! - Ch. 25: The Message from Genko - Ch. 26: Yomogi Kindergarten's Secret - Extra: A Day in the Life of Ioryogi-san |

| - Ch. 27: A Letter from Him - Ch. 28: You Mustn't Hit Him! - Ch. 29: A Tale of Once Upon a Time | - Ch. 30: When the Rain Cleared - Ch. 31: The Residents of the Other World - Ch. 32: Fujimoto's Worry |

| - Ch. 33: Kobato's Worry - Ch. 34: Love | - Ch. 35: True Feelings - Ch. 36: For You |

| - Ch. 37: Wish - Ch. 38: …Farewell - Ch. 39: Something Very Precious |